# Ludvik Jecljavi
Ludvik II., znan kot Ludvik Jecljavi (francosko Louis le Bègue), kralj Akvitanije in pozneje kralj Zahodnih Frankov, * 1. november 846, Compiègne, † 10. april 879, Compiègne.
Bil je najstarejši sin cesarja Karla Plešastega in Ermentrude Orléanske. Ludvik Jecljavi je bil telesno šibak in je svojega očeta preživel za leto in pol.

## Življenje
Ludvik je leta 866 nasledil svojega mlajšega brata Karla Otroka kot vladar Akvitanije in leta 877 svojega očeta kot kralja Zahodne Frankovske, vendar ni bil nikoli okronan za cesarja. Za kralja ga je 8. oktobra 877 v Compiègnu okronal Hincmar, nadškof v Reimsu. Drugič ga je avgusta 878 okronal papež Janez VIII. v Troyesu, medtem ko se je papež udeležil tamkajšnjega  koncila. Papež mu je morda celo ponudil cesarsko krono, a jo je zavrnil. 
Ludvik je imel relativno malo vpliva na politiko. Opisali so ga kot "preprostega in prijaznega človeka, ljubitelja miru, pravičnosti in vere". Leta 878 je okraje Barcelona, Girona in Besalú podaril grofu Vilfredu Kosmatemu. Njegovo zadnje dejanje je bil pohod proti Vikingom, na katerem je kmalu po začetku zbolel in 10. aprila 879 v Compiègnu umrl.  Po njegovi smrti sta bili njegovi kraljestvi razdeljeni med sinova Karlmana II. in Ludvika III.

## Družina
Med mirovnimi pogajanji njegovega očeta z bretonskim vojvodom Erispoejem je bil Ludvik leta 856 zaročen z Erispoejevo hčerko. Njeno ime ni znano. Znano ni niti to, ali je bila to ista hči, ki se je kasneje poročila z Gurivantom. Po Erispojevem umoru leta 857 je bila zaroka razdrta. 
Ludvik je bil dvakrat poročen. S prvo ženo Ansgardo Burgundsko je imela dva sinova in tri hčere:  
- Ludvika (863/865–882),[5]
- Karlmana (866–884),[2] [5]
- Hildegardo,[5]
- Ermentrudo (r. verjetno 875)[5] in
- Gizelo (865–884).[5]

Oba sinova sta postala kralja Zahodne Frankovske. 
S svojo drugo ženo Adelajdo Pariško je imel hčerko  
- Ermentrudo (874–914)[5] in sina
- Karla Preprostega, rojenega po njegovi smrti, ki je tudi postal kralj Zahodne Frankovske.[5]